# コンコルディア (カラコルム)
コンコルディアはカラコルム山脈の中心にある、バルトロ氷河とゴドウィン・オースティン氷河の合流点の地名である。
パキスタンのバルティスターン地域に位置する。標高は約4600m。
アルプス山脈のベルナー・オーバーラントに存在する、コンコルディアと名づけられた氷河の合流地点と景観がよく似ていたため、それと同じ名称がヨーロッパの探検家によって名づけられた。
コンコルディアの周辺は世界有数の標高を持つ山が集まっている。世界で14座ある8000メートル峰の4座がこの地域に聳え、その他にも多くのピークが存在する。
コンコルディアは、クライマーではない登山者にとって、多くの著名なピークを見渡すことのできるキャンプ地点である。また各ピークのベースキャンプへのトレッキングも可能である。：K2（3時間）ブロードピーク（2時間）ガッシャーブルム（3時間）
バルトロ氷河を通る以外のアクセスとしては、標高5450mのゴンドゴロ峠を通るルートがある。

## 主な高峰
- K2, 世界第二の高峰 8,611m

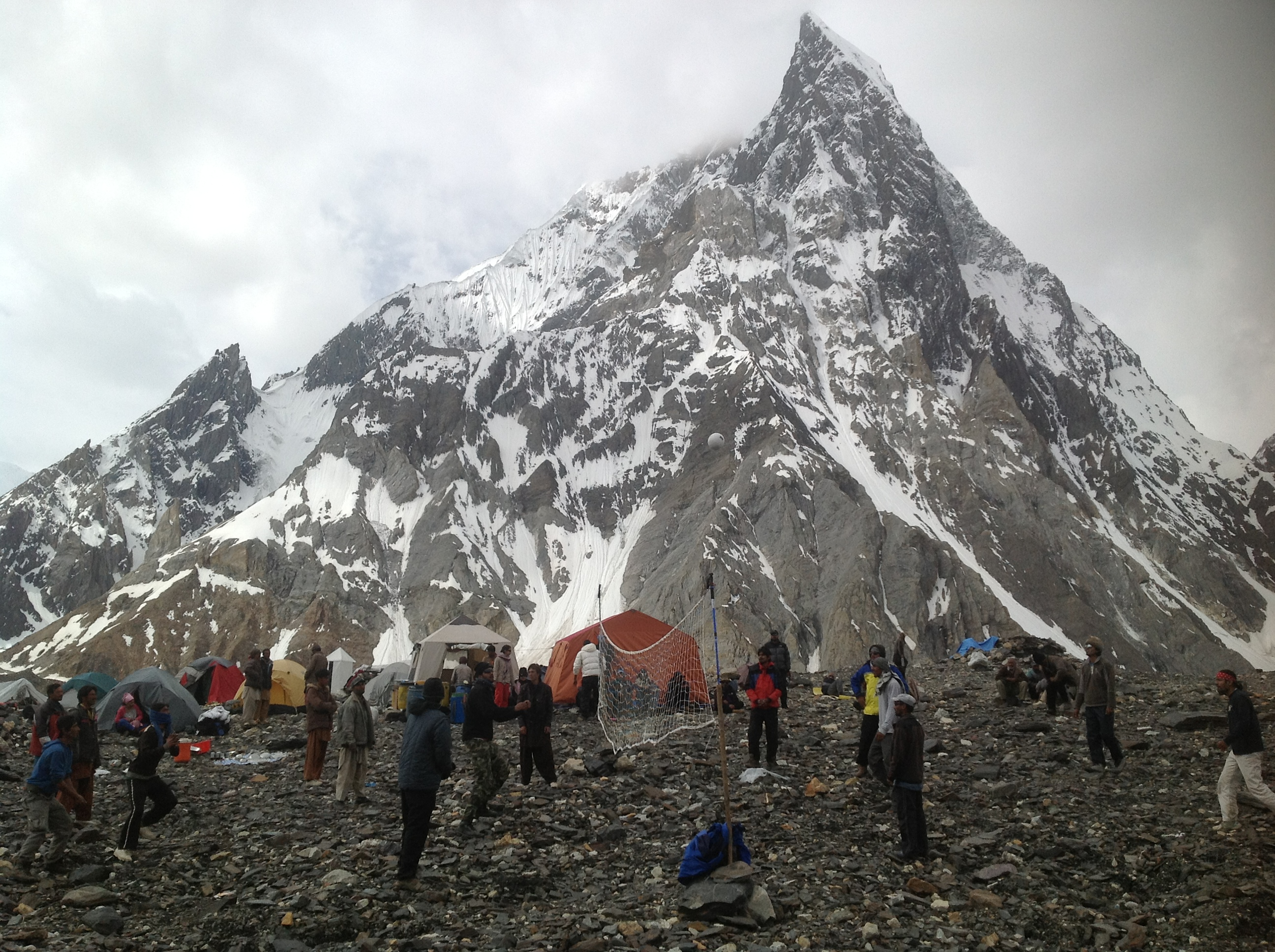
コンコルディアでのキャンプ（背景はマイター・ピーク）

- ガッシャーブルムI峰 (K5), 世界11位の高峰 8,068m
- ブロード・ピーク (K3), 世界12位の高峰 8,047m
- ガッシャーブルムII峰 (K4), 世界13位の高峰 8,035m
- ガッシャーブルムIII峰 7,952m
- ガッシャーブルムIV峰 7,925m
- マッシャーブルム (K1), 7,821m
- チョゴリザ 7,665m
- ムスターグ・タワー 7,273m
- スノードーム 7,160m
- ビアルチェリ 6,781m
- マイター・ピーク 6,010m

## ギャラリー

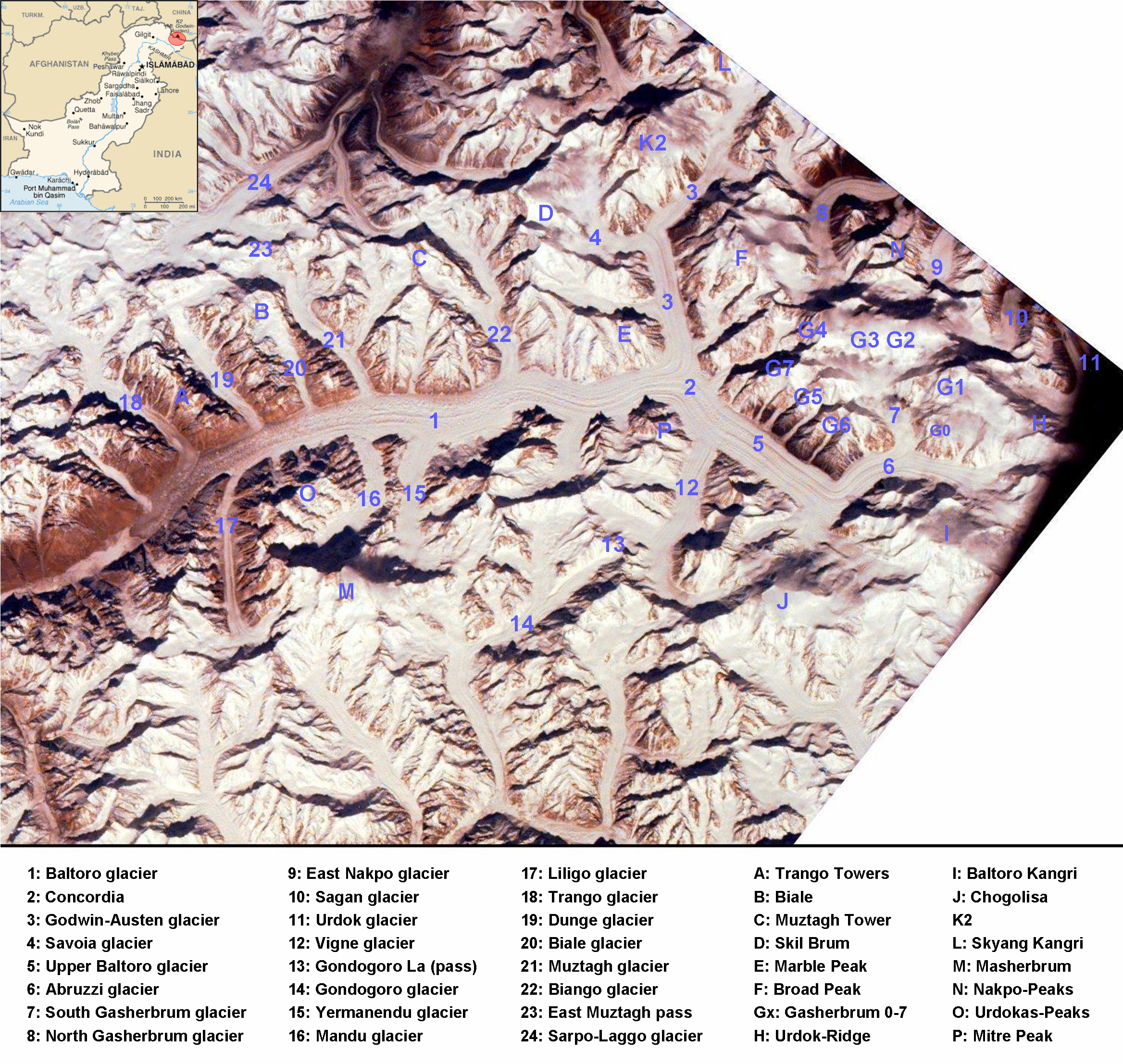
宇宙から見たバルトロ氷河周辺（コンコルディアは地点2）
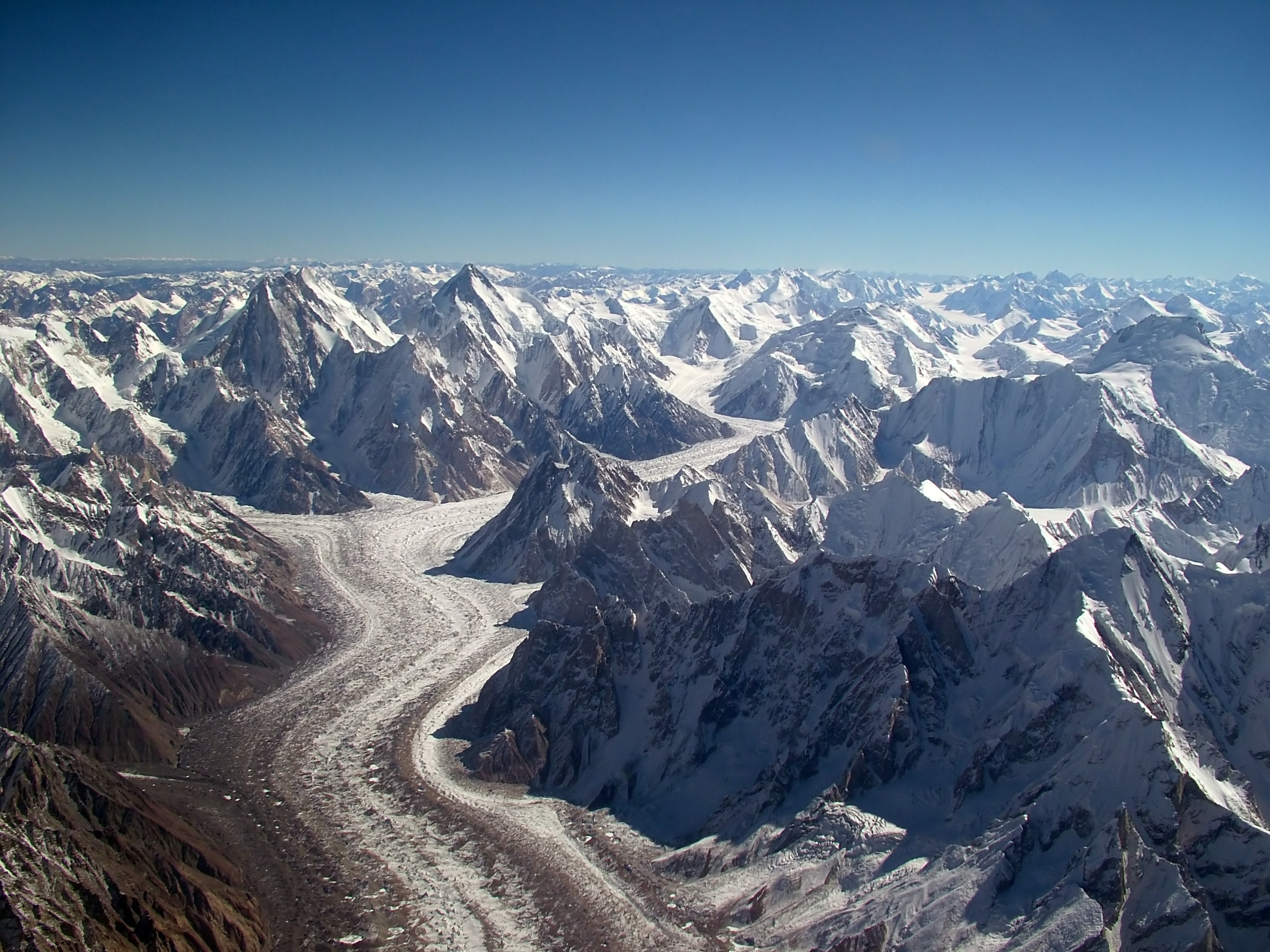
コンコルディアへのアクセス・ルートとなるバルトロ氷河
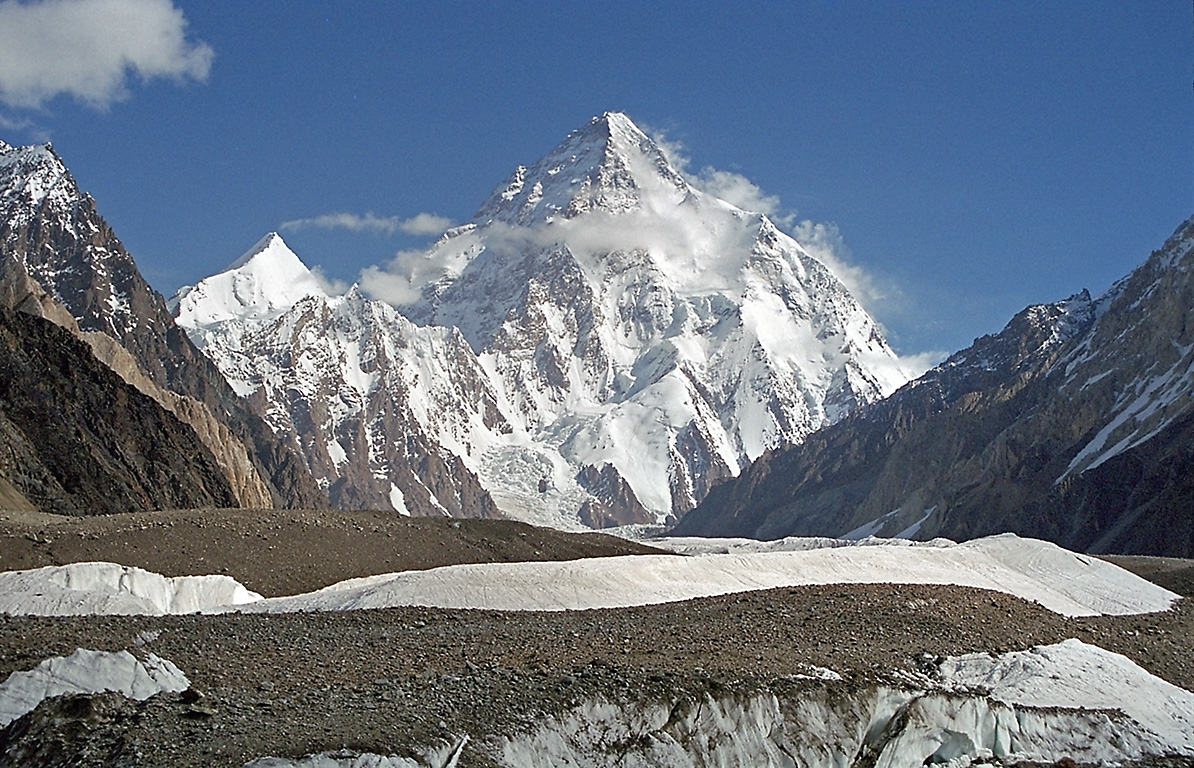
K2 (8,611m)
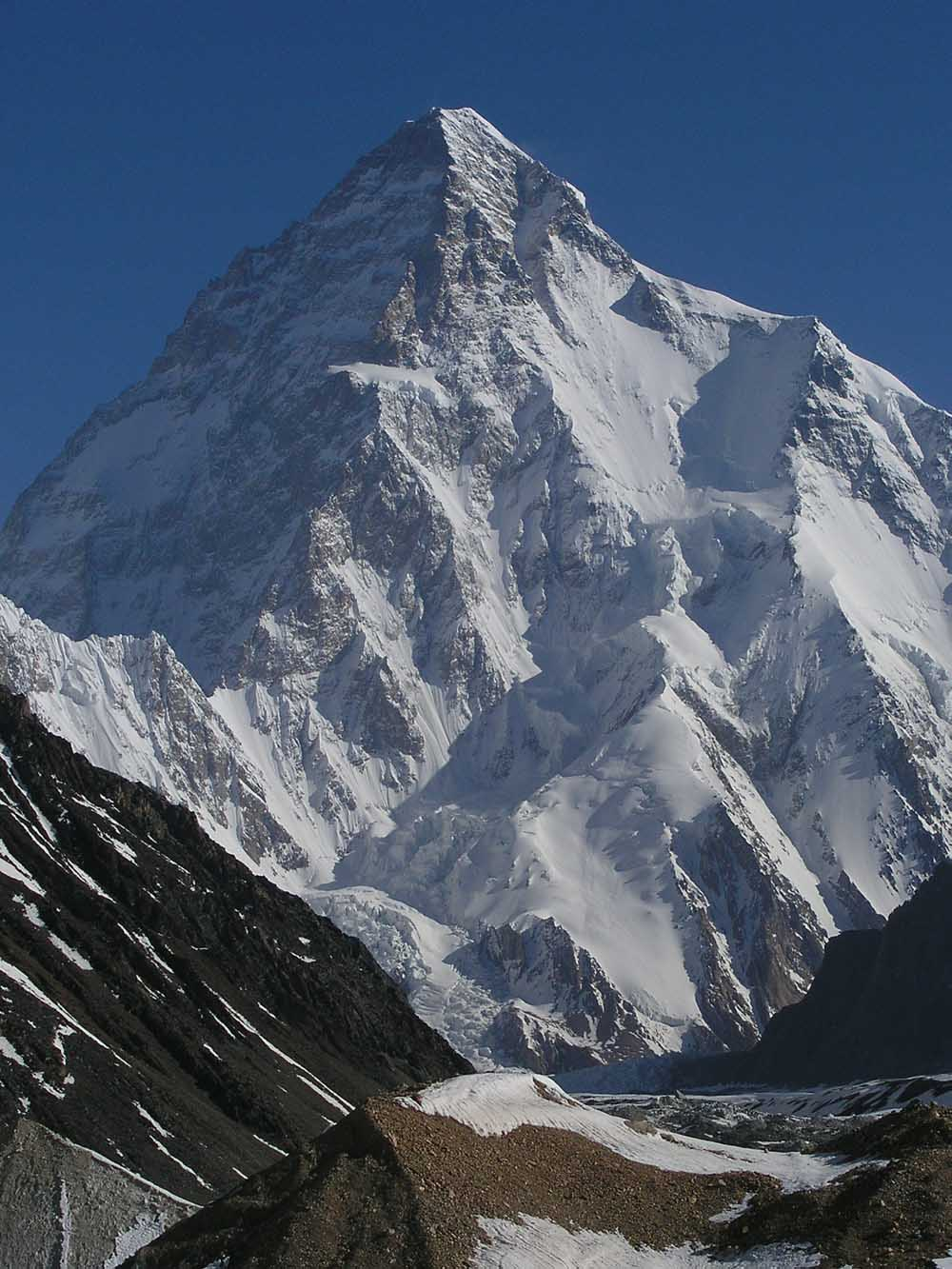
K2 (8,611m)
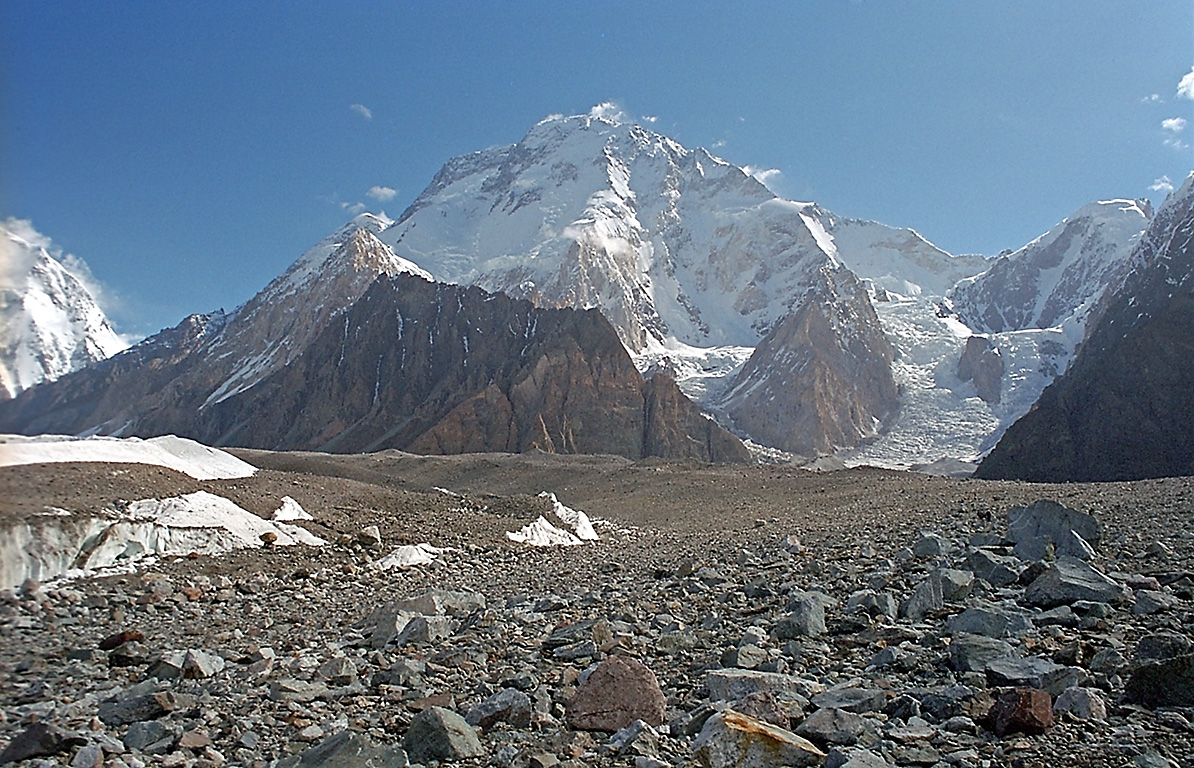
ブロード・ピーク (8,047m)
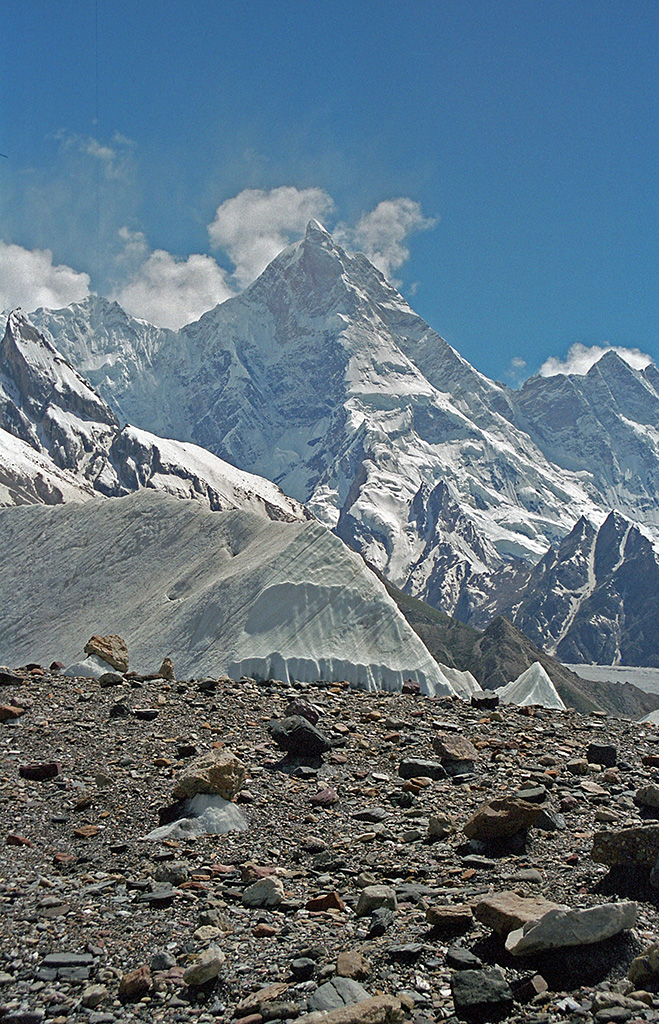
マッシャーブルム (7,821m)
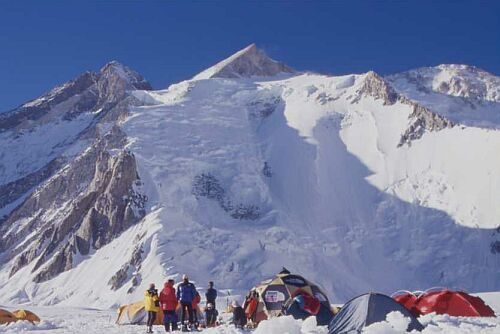
ガッシャーブルムII峰 (8,035m)
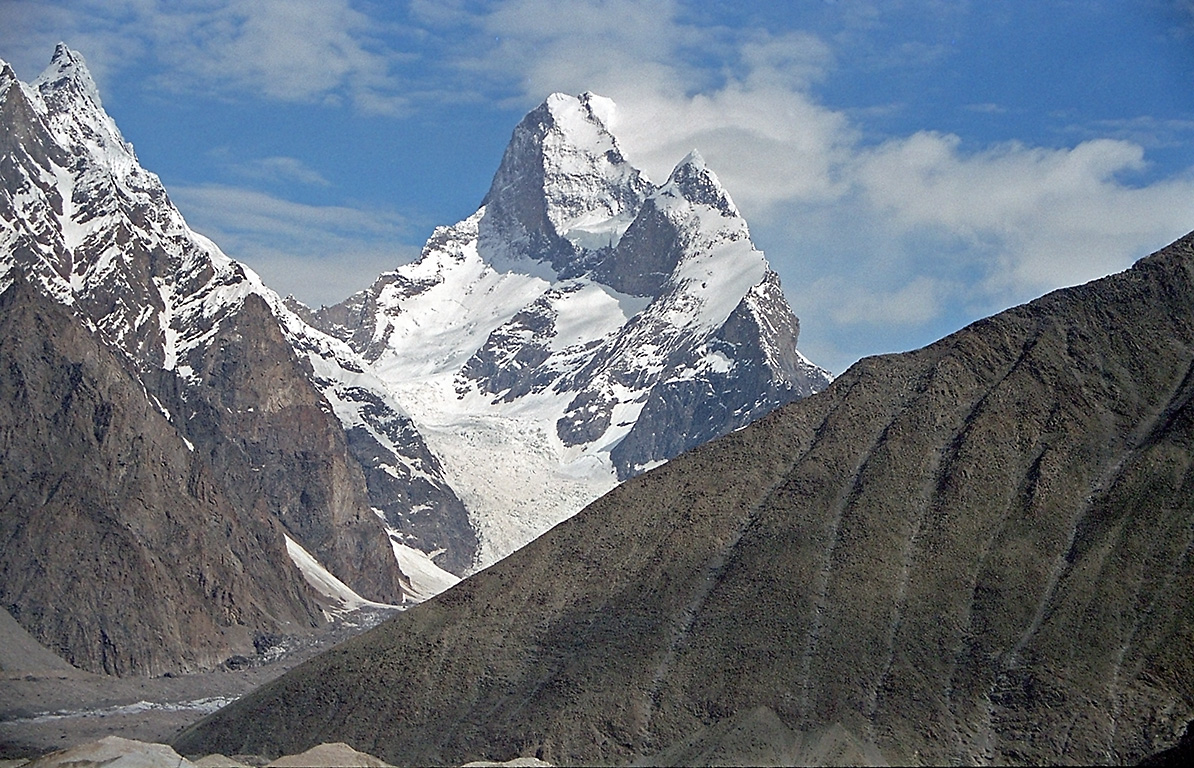
ムスターグ・タワー (7,273m)

座標: 北緯35度44分00秒 東経76度31分00秒 / 北緯35.73333度 東経76.51667度